# Boston Hardcore
Boston Hardcore ist die Bezeichnung für die ursprüngliche und heutige Hardcore-Szene in und um die US-Metropole Boston sowie deren Sound.

## Geschichte
Die Bostoner Hardcore-Szene entstand um 1980 herum. Die ersten Bands in Boston waren The Freeze, The F.U.’s, Gang Green, Jerry’s Kids, Negative FX, Siege und SS Decontrol. Erste Konzerte fanden Ende 1981 statt, oft unter Beteiligung von Hardcore-Bands aus Washington. The F.U.’s und Gang Green waren die ersten Bands, die live auftraten; SS Decontrol organisierten „All-Ages“-Konzerte, die auch von Minderjährigen besucht werden konnten, was dem Genre einen Popularitätsschub unter Jugendlichen bescherte. Weitere Verbreitung erfuhr der neue Musikstil unter anderem durch College-Radio-Stationen wie WERS (Emerson College), WMWM (Salem State University) oder WZBC (Boston College), die Hardcore und dabei insbesondere lokale Bands propagierten. Zwei der Hardcore-DJs dieser Zeit waren Curtis Casella, der spätere Gründer von Taang! Records, und Jack Kelly, der Sänger von Negative FX. Im Bereich der Printmedien griffen Fanzines wie Boston Rock, Forced Exposure, Suburban Punk, Take It oder XXX den neuen Trend auf. 1982 veröffentlichte Modern Method Records (das aus dem Boston-Rock-Fanzine hervorgegangen war) das Kompilationsalbum This Is Boston, Not L.A., eine Zusammenstellung von Titeln von Bands der Bostoner Hardcoreszene mit Songs von The Proletariat, The Freeze, The F.U.’s, Jerry’s Kids und Gang Green. Curtis Casellas Taang! Records war ein weiteres Plattenlabel, das Material aus dieser Zeit veröffentlichte.
Ein Teil der Szene war beeinflusst von Washingtons Straight-Edge-Szene. Insbesondere Negative FX und SS Decontrol vertraten einen Wertekanon, der an denjenigen von Washingtoner Bands wie Minor Threat, Government Issue oder Youth Brigade angelehnt war: Ablehnung von Drogen jeder Art, Eliminierung der Barriere zwischen Band und Publikum, Einbeziehung jüngerer Zielgruppen durch alkoholfreie Nachmittagskonzerte (matinees), Zusammenhalt innerhalb der Szene, Do it yourself statt Zusammenarbeit mit der Musikindustrie und die Ablehnung von allem, was aus New York kam. Die Mitglieder der frühen Bostoner Hardcoreszene positionierten sich diametral zur kalifornischen Punkszene, deren Bands für ihren Alkohol- und Drogenkonsum bekannt waren. Mitglieder von Bands wie DYS, Negative FX und SS Decontrol bildeten die „Boston Crew“, eine Hardline-, also eine militante Straight-Edge-Gruppe, die häufig Punks angriff, die Alkohol oder andere Drogen konsumierten. Die Kontroverse um diese Gruppe und ihre Aktionen entfachte eine Debatte um Gewalt in der Hardcore-Szene. In den späten 1980er-Jahren wurde Elgin James in der militanten Fraktion der Bostoner Straight-Edge-Szene aktiv und einer der Mitbegründer der Gruppe Friends Stand United, die sich später zu einer Straßenbande entwickelte.
Mitte der 1980er-Jahre wandten sich die Bands der ersten Generation vom Hardcore ab, was einem allgemeinen Trend in den Vereinigten Staaten entsprach. Bekannte Hardcore-Bands der Westküste wie Black Flag oder die Dead Kennedys lösten sich auf. Thrash Metal war durch den Einfluss des Hardcore auf Metal-Fans entstanden, und zahlreiche Bands insbesondere der New Yorker Szene wandten sich dem kommerziell erfolgreichen Genre zu. Die bekannten Bands der Bostoner Szene wie SSD, DYS, Gang Green, Jerry’s Kids oder The FU’s brachen ebenfalls fast kollektiv mit dem Hardcore und spielten fortan Speed Metal; einige der Bands zerbrachen wenig später.
Musikalisch stellt der Boston Hardcore keine einheitliche Strömung dar. Die Musik der Protagonisten des Genres wurde durch so unterschiedliche Einflüsse wie Britpunk, Metalcore, Oi!, Rockmusik oder Straight Edge geprägt. Während New York Hardcore in der Regel mit einem Metal-lastigen Sound assoziiert wird, bezieht sich der Begriff „Boston Hardcore“ mithin ausschließlich auf die Herkunft der ihm zugeordneten Bands.

## Bedeutende Vertreter

### Labels
- Modern Method Records – Veröffentlichte zwischen 1980 und 1985 unter anderem Alben von DYS, SS Decontrol und The Freeze sowie den wegweisenden Sampler This Is Boston, Not L.A.
- Taang! Records – 1983 gegründet, um Bostoner Hardcore-Bands die Möglichkeit zur Veröffentlichung ihrer Musik zu geben. Tonträger von DYS, Gang Green, Negative FX und Slapshot
- Xclaim! Records – Von Mitgliedern von SS Decontrol gegründetes, von 1982 bis 1998 aktives Label, Veröffentlichungen von DYS, Jerry’s Kids, SS Decontrol und The F.U.’s.

### Bands
- DYS – Mitgründer der „Boston Crew“. Brotherhood (1983) war laut M. Mader eines der wichtigsten Alben dr Bostoner Hardcore-Szene.
- Gang Green – Band der ersten Generation, auf dem This Is Boston, Not L.A.-Sampler vertreten. Erste Band auf Taang! Records.
- Jerry’s Kids – Band der ersten Generation, auf dem This Is Boston, Not L.A.-Sampler vertreten.
- Negative FX – Mitgründer der „Boston Crew“.
- SS Decontrol – Mitgründer der „Boston Crew“, Gründer des Xclaim!-Labels.
- The F.U.’s – Band der ersten Generation, auf dem This Is Boston, Not L.A.-Sampler vertreten.
- The Freeze – Band der ersten Generation, auf dem This Is Boston, Not L.A.-Sampler vertreten. Mit I Hate Tourists die erste Vinyl-Veröffentlichung einer Bostoner Hardcore-Band.